# Ararat (città)
Ararat (in armeno Արարատ?) è una città di circa 20 600 abitanti (2007) della provincia di Ararat in Armenia.